# Вертинская, Анна Павловна
Анна Павловна Верти́нская (в девичестве Селиверстова; 19 декабря 1921, Кустанай, Киргизская АССР — 1992, Кустанай) — советский библиотечный работник, заслуженный библиотекарь Казахской ССР.

## Биография
Анна Селиверстова родилась 19 декабря 1921 года, в городе Кустанае.
В 1938 году поступила на библиотечные курсы при Кустанайской областной библиотеке. После окончания курсов была зачислена в штат данной библиотеки в качестве библиотекаря читального зала.
В 1939—1941 годах работала библиотекарем абонемента, в 1941—1942 годах заведующей абонемента и книгохранилища.
В 1942 году была мобилизована в трудовую армию, служила заведующей библиотекой парткабинета на железнодорожной станции Сенарская.
В 1943 году вернулась в Кустанай и продолжила работу на руководящей должности областной библиотеки.
В 1951 году А. П. Вертинская закончила Уфимский библиотечный техникум. В дальнейшем обучалась заочно в Ленинградском институте культуры, окончила институт в 1957 году.
21 июня 1961 года Вертинской было присвоено почётное звание «Заслуженный библиотекарь Казахской ССР».
А. П. Вертинская руководила Кустанайской областной библиотекой вплоть до выхода на пенсию в 1977 году. Была депутатом местного Совета, членом областного комитета Союза работников культуры.
Под руководством А. П. Вертинской в 1975 году была начата централизация библиотечных систем Кустанайской области, завершившаяся в 1980 году.
Выступила одним из инициаторов открытия в Кустанае училища культуры, одним из отделений которого стало библиотечное. Первый выпуск училища состоялся в 1977 году.
Решением исполкома Кустанайского областного совета депутатов трудящихся № 91 от 11 ноября 1977 года Вертинской была установлена персональная пенсия местного значения.
После ухода с поста директора областной библиотеки Вертинская продолжила заниматься общественной деятельностью.
Скончалась в 1992 году.